# 八幡神社 (世田谷区粕谷)
八幡神社（はちまんじんじゃ）は東京都世田谷区粕谷にある神社である。蘆花恒春園の隣地に鎮座する旧粕谷村の鎮守。
地名から、粕谷八幡神社とも呼ばれる。

## 祭神
誉田別命（応神天皇）

## 歴史
創建は不明。鎌倉時代、当地は粕谷氏の所領であったことから、粕谷氏が勧請したとする説もある。

## 社殿・境内
- 2,000m2を超える敷地を有する。
- 本殿は1959年（昭和34年）に放火により焼失、当年再建された。
- 境内社に御所神社がある。祭神は、厳島姫命、宇迦御魂命、日本武命、淤母陀琉命、疽神。
- 別れの杉

徳富蘆花が客人をこの杉の下で見送ったとされ、名づけられた杉。太平洋戦争後に枯れ、二代目が植えられている。

## 祭事・年中行事
- 例大祭は10月11日。

## 所在地・交通
東京都世田谷区粕谷1-23-18
- 京王線八幡山駅下車徒歩14分

## 関連文献
- 「粕谷村 八幡神社」『新編武蔵風土記稿』 巻ノ126多磨郡ノ38、内務省地理局、1884年6月。NDLJP:763995/81。